# Stalexport
Die beiden Stalexport- (deutsch Stahlexport)-Hochhäuser sind die zweithöchsten Gebäude in Katowice, Woiwodschaft Schlesien, Polen, an der ul. Mickiewicza 29. Fertiggestellt wurden die Türme 1981/1982.
In den Gebäuden haben mehrere Unternehmen ihren Sitz, unter anderem ein Radiosender. Täglich arbeiten bis zu 2000 Menschen in den Gebäuden.

Die beiden Türme haben eine Grundfläche von:
- Stalexport A 5.834 m2
- Stalexport B 5.178 m2

Beide Türme zusammen haben eine Nutzfläche von zusammen 27.183 m2, einen umbauten Raum von 117.600 m3, und es gibt eine Tiefgarage mit 346 Stellplätzen.

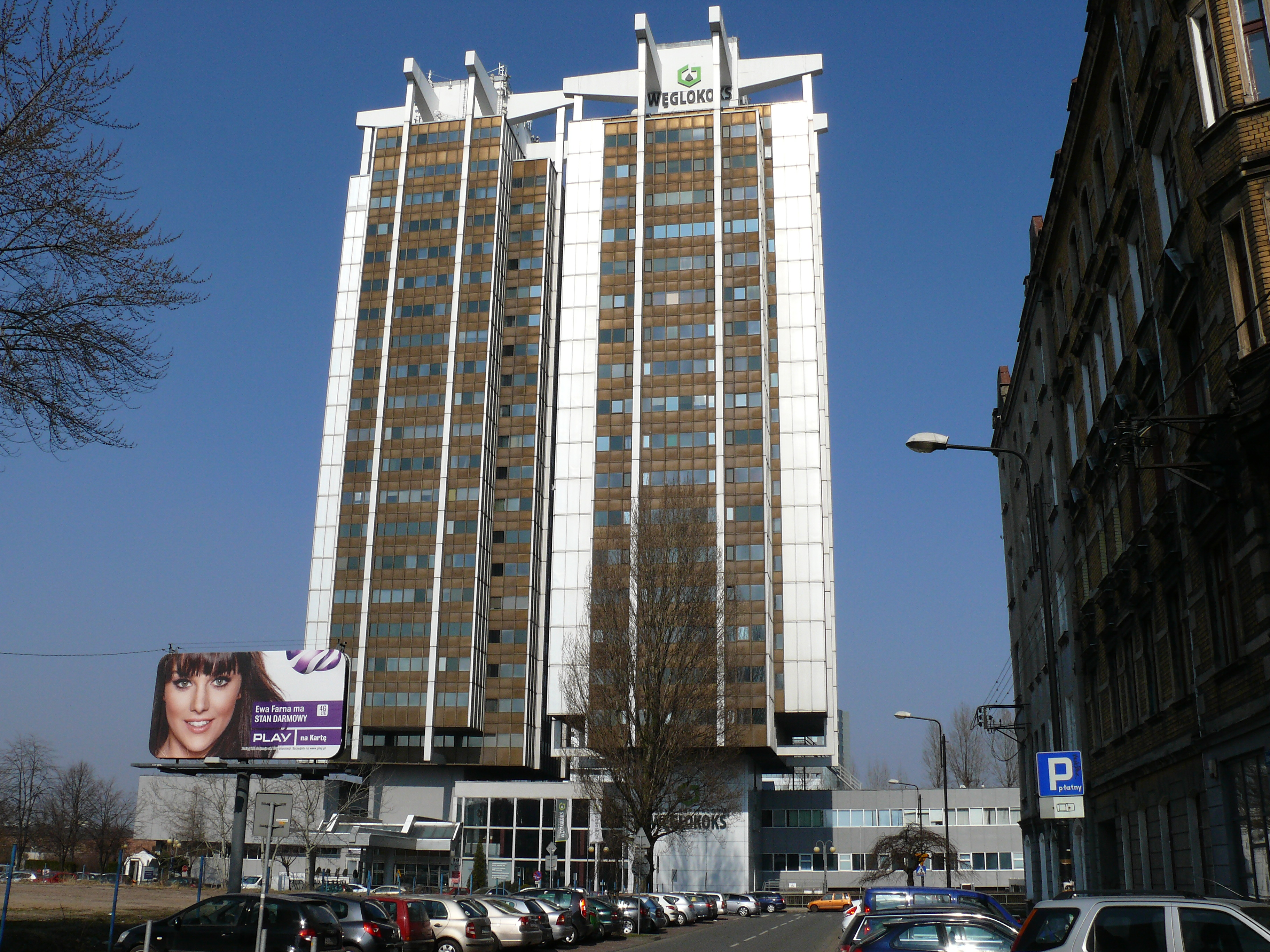
Bodenansicht
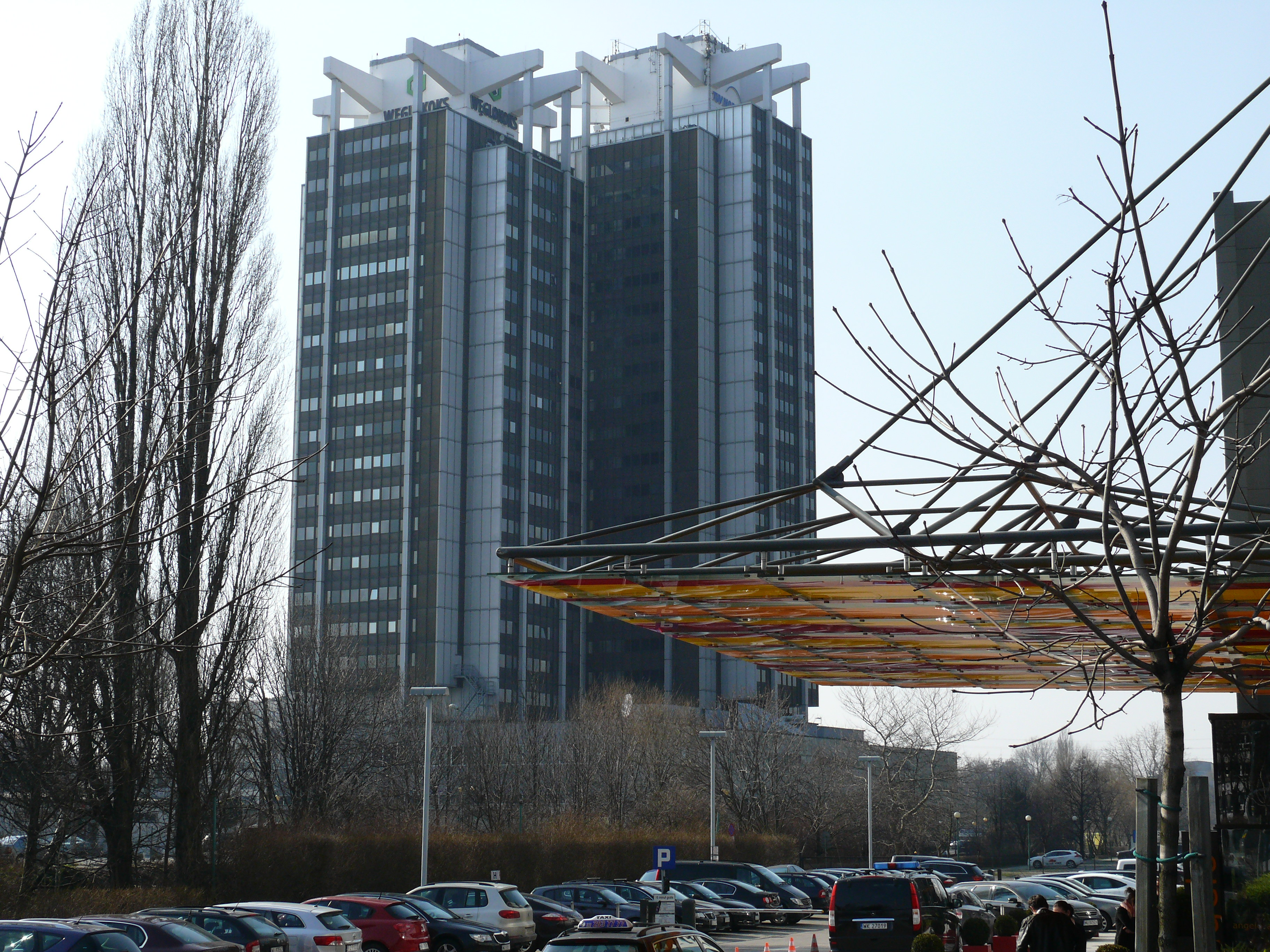
Ansicht von der Ulica Sokolska
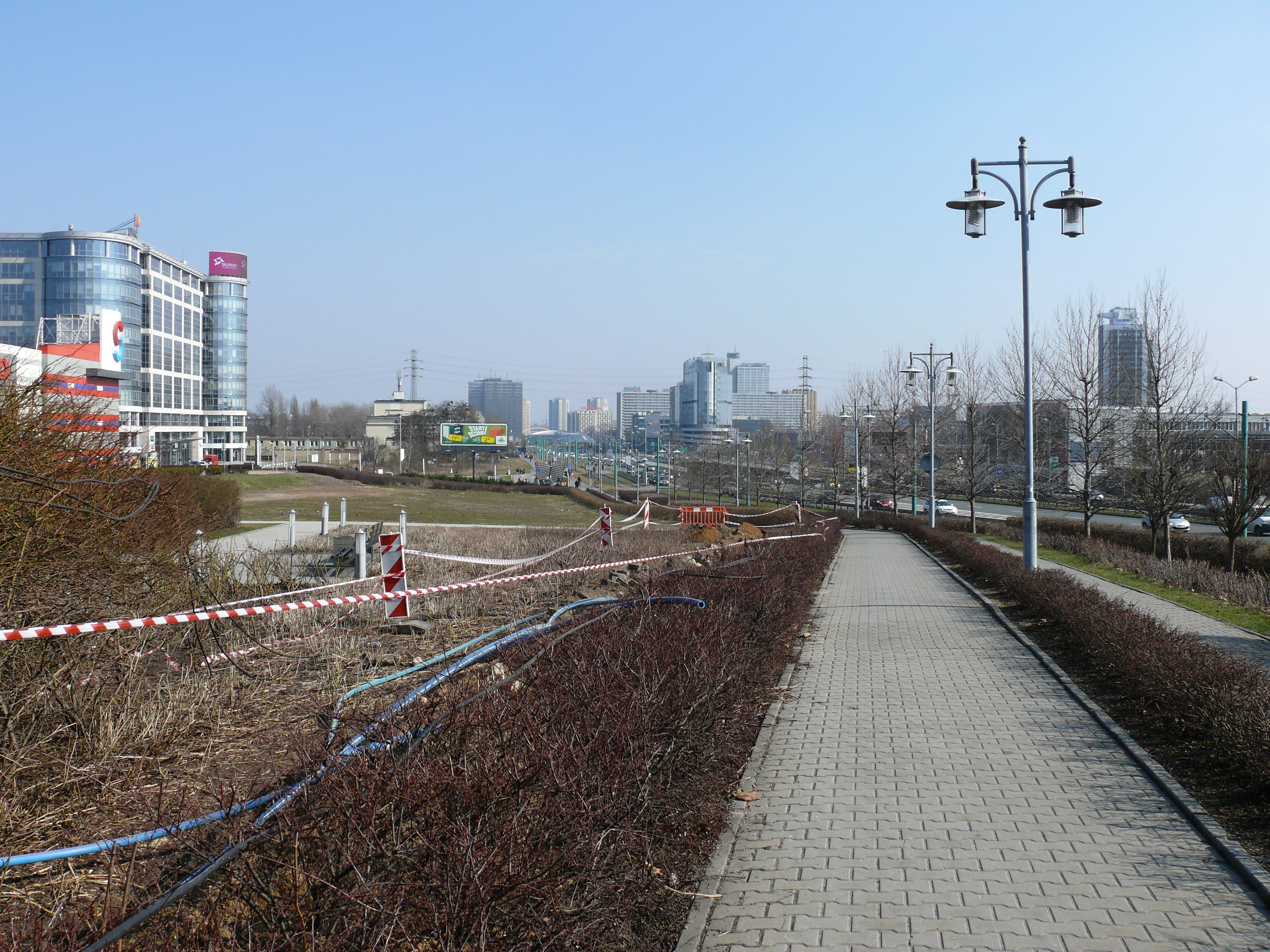
Als Teil der Skyline (rechts)